# Copa de Austria 2016-17
La Copa de Austria 2016/17 ( alemán: ÖFB-Samsung Cup ) es la edición 83 de la Copa de Austria. Empezó el 15 de julio de 2016 con los partidos de la Ronda 1 y se concluirá con la final el 2017.

## Treintaidosavos de final
| Fecha               | Equipo Local     | Resultado   | Equipo Visitante |
| ------------------- | ---------------- | ----------- | ---------------- |
| 8 de julio de 2016  | Karabakh Wien    | 1:3         | Rapid Wien       |
| 15 de julio de 2016 | Amstetten        | 3:0         | Wienerberg       |
| 15 de julio de 2016 | Kalsdorf         | 4:0         | Austria          |
| 15 de julio de 2016 | Wiener SK        | 0:3         | Ritzing          |
| 15 de julio de 2016 | Deutschlandsberg | 1:3         | SV Lafnitz       |
| 15 de julio de 2016 | First Vienna     | 6:0         | Treibach         |
| 15 de julio de 2016 | Gleisdorf        | (3) 2:2 (5) | Hartberg         |
| 15 de julio de 2016 | SK Bad Wimsbach  | 3:1         | Austria Salzburg |
| 15 de julio de 2016 | Kremser SC       | 0:2         | St. Polten       |
| 15 de julio de 2016 | SVg Purgstall    | 0:6         | Kapfenberger SV  |
| 15 de julio de 2016 | Ebreichsdorf     | 1:0         | Wolfsberger AC   |
| 15 de julio de 2016 | ATSV Wolfsberg   | 0:3         | Floridsdorfer    |
| 15 de julio de 2016 | Stadiau          | 0:2         | Sturm Graz       |
| 15 de julio de 2016 | Parndorf         | 2:3         | LASK Link        |
| 15 de julio de 2016 | Vorwarts Steyr   | 1:3         | Salzburg         |
| 15 de julio de 2016 | Grieskirchen     | 0:2         | Wiener Neustadt  |
| 15 de julio de 2016 | Neusiedl         | 3:5         | Wattens          |
| 16 de julio de 2016 | Leobendorf       | (3) 0:0 (1) | Allerheiligen    |
| 16 de julio de 2016 | Hard             | 0:1         | Union Florian    |
| 16 de julio de 2016 | St. Johann       | 0:3         | Gurten           |
| 16 de julio de 2016 | Schwaz           | 4:3         | Bergheim         |
| 16 de julio de 2016 | Hohenems         | 0:4         | Grödig           |
| 16 de julio de 2016 | Kufstein         | 1:4         | Ried             |
| 16 de julio de 2016 | Traiskirchen     | 1:3         | Horn             |
| 16 de julio de 2016 | Stadl-Paura      | 0:1         | Blau-Weiß Linz   |
| 16 de julio de 2016 | Ferlach          | 1:6         | Austria Lustenau |
| 16 de julio de 2016 | Liefering        | 0:1         | Rheindorf Altach |
| 17 de julio de 2016 | Wörgl            | 2:4         | Kitzbühel        |
| 17 de julio de 2016 | Mannsdorf        | (4) 3:3 (3) | Wacker Innsbruck |
| 17 de julio de 2016 | Dornbirner SV    | 1:4         | Admira Wacker    |
| 17 de julio de 2016 | Rudersdorf       | 0:7         | Mattersburg      |
| 17 de julio de 2016 | Dornbirn         | 0:6         | Austria Wien     |

## Dieciseisavos de final
| Fecha                    | Equipo Local    | Resultado | Equipo Visitante |
| ------------------------ | --------------- | --------- | ---------------- |
| 20 de septiembre de 2016 | Ritzing         | vs        | Admira Wacker M. |
| 20 de septiembre de 2016 | Kalsdorf        | vs        | LASK Linz        |
| 20 de septiembre de 2016 | Amstetten       | vs        | Austria Lustenau |
| 20 de septiembre de 2016 | SV Lafnitz      | vs        | Mattersburg      |
| 20 de septiembre de 2016 | Leobendorf      | vs        | Rapid Wien       |
| 20 de septiembre de 2016 | Gurten          | vs        | Kapfenberger SV  |
| 20 de septiembre de 2016 | SK Bad Wimsbach | vs        | Sturm Graz       |
| 20 de septiembre de 2016 | St. Polten      | vs        | Ried             |
| 20 de septiembre de 2016 | First Vienna    | vs        | Austria Wien     |
| 20 de septiembre de 2016 | Grödig          | vs        | Horn             |
| 20 de septiembre de 2016 | Hartberg        | vs        | Wattens          |
| 20 de septiembre de 2016 | Union Florian   | vs        | Wiener Neustadt  |
| 20 de septiembre de 2016 | Schwaz          | vs        | FAC Wien         |
| 20 de septiembre de 2016 | Kitzbühel       | vs        | Blau-Weiß Linz   |
| 20 de septiembre de 2016 | Mannsdorf       | vs        | Salzburg         |
| 20 de septiembre de 2016 | Ebreichsdorf    | vs        | Rheindorf Altach |